# Рамсес III
Рамсес III — фараон Древнего Египта из XX династии, правивший приблизительно в 1185—1153 годах до н. э.
Время правления Рамсеса III стало последним значительным периодом подъёма египетской государственности в эпоху Нового царства. Это тридцатилетие ознаменовалось новыми военными событиями, колоссальным храмовым строительством. Эпоха бурных междинастических событий и переворотов миновала, Египет, сумевший сохранить своё фундаментальное богатство, вновь вступил в полосу расцвета царской власти в последний раз на протяжении своей трехтысячелетней истории.
В народном говоре Рамсес III назывался Рамсес-па-нутер, из чего греки сделали известного Рампсинита. Рамсес-па-нутер означает «Рамсес-бог» и это прозвище кое-где встречается и на памятниках.

## Происхождение
Сын Сетнахта и царицы Тии-Меренисет.
Единственное упоминание о его «великой супруге» сохранилось на базе статуи в храме Рамсеса во владениях Мут. Это была царица Исида, сестра(?) царя. Кроме неё существовала, по крайней мере, ещё одна женщина, предположительно царица Тити, обладательница красивой гробницы в Долине Цариц, родившая царю одного из наследников, будущего Рамсеса IV. Полное отсутствие данных о второстепенных жёнах становится менее удивительным, если учесть, что даже главная супруга — Исида была упомянута только благодаря сыновьей памяти одного из своих детей — будущего Рамсеса VI, по приказу которого имя матери высекли на цоколе статуи отца. Свидетельством отсутствия у Рамсеса III внимания к своим жёнам стали пустые картуши у статуй цариц в Мединет-Абу: их сыновья не удосужились оставить для истории имена матерей.
Пытаясь во всём повторять Рамсеса Великого, Рамсес III имел большое потомство: все его преемники от Рамсеса IV до Рамсеса IX были его сыновьями и внуками. В Долине Цариц обнаружены шесть гробниц сыновей Рамсеса III, отличающиеся высоким художественным уровнем росписей. Рамсес изображён представляющим умерших царевичей — Парахерунемефа, Хаэмуаса и Рамсеса Аменхерхепешефа богам загробного мира; другие три гробницы остались невостребованными, ввиду того, что их потенциальным обладателям удалось воссесть на престол. Все три гробницы принцев с захоронениями, а также ещё одна в Долине Царей были ограблены ещё в древности.
Правил Рамсес 31 год и 40 дней.
- 1182—1151 гг. (31 год) — по Ю. фон Бекерату / Э. Ф. Венте
- 1184—1153 гг. (31 год) — по Э. Хорнунгу
- 1190—1158 гг. (32 года) — по Р. Паркеру
- 1185—1154 гг. (31 год) — по K. A. Китчену
- 1187—1156 гг. (31 год) — по Р. Крауссу

### Родословная Рамсеса III
|  |  |           |           |           |           |            |            |            |            |            |            |           |           |           |           |  |  |           |           |           |           |           |           |          |          | Сетнахт     | Сетнахт     | Сетнахт     | Сетнахт     | Сетнахт      | Сетнахт     |            |            | Тийя-Меренесит  | Тийя-Меренесит  | Тийя-Меренесит  | Тийя-Меренесит  | Тийя-Меренесит  | Тийя-Меренесит  |           |           |           |           |          |          |           |           |           |           |            |            |            |            |            |            |         |         |             |             |             |             |             |             |  |  |  |  |
|  |  |           |           |           |           |            |            |            |            |            |            |           |           |           |           |  |  |           |           |           |           |           |           |          |          | Сетнахт     | Сетнахт     | Сетнахт     | Сетнахт     | Сетнахт      | Сетнахт     |            |            | Тийя-Меренесит  | Тийя-Меренесит  | Тийя-Меренесит  | Тийя-Меренесит  | Тийя-Меренесит  | Тийя-Меренесит  |           |           |           |           |          |          |           |           |           |           |            |            |            |            |            |            |         |         |             |             |             |             |             |             |  |  |  |  |
|  |  |           |           |           |           |            |            |            |            |            |            |           |           |           |           |  |  |           |           |           |           |           |           |          |          |             |             |             |             |              |             |            |            |                 |                 |                 |                 |                 |                 |           |           |           |           |          |          |           |           |           |           |            |            |            |            |            |            |         |         |             |             |             |             |             |             |  |  |  |  |
|  |  |           |           |           |           |            |            |            |            |            |            |           |           |           |           |  |  |           |           |           |           | Исида     | Исида     | Исида    | Исида    | Исида       | Исида       |             |             | Рамсес III   | Рамсес III  | Рамсес III | Рамсес III | Рамсес III      | Рамсес III      |                 |                 | Тити            | Тити            | Тити      | Тити      | Тити      | Тити      |          |          |           |           |           |           |            |            |            |            |            |            |         |         |             |             |             |             |             |             |  |  |  |  |
|  |  |           |           |           |           |            |            |            |            |            |            |           |           |           |           |  |  |           |           |           |           | Исида     | Исида     | Исида    | Исида    | Исида       | Исида       |             |             | Рамсес III   | Рамсес III  | Рамсес III | Рамсес III | Рамсес III      | Рамсес III      |                 |                 | Тити            | Тити            | Тити      | Тити      | Тити      | Тити      |          |          |           |           |           |           |            |            |            |            |            |            |         |         |             |             |             |             |             |             |  |  |  |  |
|  |  |           |           |           |           |            |            |            |            |            |            |           |           |           |           |  |  |           |           |           |           |           |           |          |          |             |             |             |             |              |             |            |            |                 |                 |                 |                 |                 |                 |           |           |           |           |          |          |           |           |           |           |            |            |            |            |            |            |         |         |             |             |             |             |             |             |  |  |  |  |
|  |  |           |           |           |           |            |            |            |            |            |            |           |           |           |           |  |  |           |           |           |           |           |           |          |          |             |             |             |             |              |             |            |            |                 |                 |                 |                 |                 |                 |           |           |           |           |          |          |           |           |           |           |            |            |            |            |            |            |         |         |             |             |             |             |             |             |  |  |  |  |
|  |  | Нубхесдеб | Нубхесдеб | Нубхесдеб | Нубхесдеб | Нубхесдеб  | Нубхесдеб  |            |            | Рамсес VI  | Рамсес VI  | Рамсес VI | Рамсес VI | Рамсес VI | Рамсес VI |  |  | Рамсес IV | Рамсес IV | Рамсес IV | Рамсес IV | Рамсес IV | Рамсес IV |          |          | Дуатентипет | Дуатентипет | Дуатентипет | Дуатентипет | Дуатентипет  | Дуатентипет |            |            | Ментухерхепешеф | Ментухерхепешеф | Ментухерхепешеф | Ментухерхепешеф | Ментухерхепешеф | Ментухерхепешеф |           |           | Тахат     | Тахат     | Тахат    | Тахат    | Тахат     | Тахат     |           |           | Пентаур    | Пентаур    | Пентаур    | Пентаур    | Пентаур    | Пентаур    |         |         | Рамсес VIII | Рамсес VIII | Рамсес VIII | Рамсес VIII | Рамсес VIII | Рамсес VIII |  |  |  |  |
|  |  | Нубхесдеб | Нубхесдеб | Нубхесдеб | Нубхесдеб | Нубхесдеб  | Нубхесдеб  |            |            | Рамсес VI  | Рамсес VI  | Рамсес VI | Рамсес VI | Рамсес VI | Рамсес VI |  |  | Рамсес IV | Рамсес IV | Рамсес IV | Рамсес IV | Рамсес IV | Рамсес IV |          |          | Дуатентипет | Дуатентипет | Дуатентипет | Дуатентипет | Дуатентипет  | Дуатентипет |            |            | Ментухерхепешеф | Ментухерхепешеф | Ментухерхепешеф | Ментухерхепешеф | Ментухерхепешеф | Ментухерхепешеф |           |           | Тахат     | Тахат     | Тахат    | Тахат    | Тахат     | Тахат     |           |           | Пентаур    | Пентаур    | Пентаур    | Пентаур    | Пентаур    | Пентаур    |         |         | Рамсес VIII | Рамсес VIII | Рамсес VIII | Рамсес VIII | Рамсес VIII | Рамсес VIII |  |  |  |  |
|  |  |           |           |           |           |            |            |            |            |            |            |           |           |           |           |  |  |           |           |           |           |           |           |          |          |             |             |             |             |              |             |            |            |                 |                 |                 |                 |                 |                 |           |           |           |           |          |          |           |           |           |           |            |            |            |            |            |            |         |         |             |             |             |             |             |             |  |  |  |  |
|  |  |           |           |           |           | Рамсес VII | Рамсес VII | Рамсес VII | Рамсес VII | Рамсес VII | Рамсес VII |           |           |           |           |  |  |           |           |           |           | Рамсес V  | Рамсес V  | Рамсес V | Рамсес V | Рамсес V    | Рамсес V    |             |             |              |             |            |            |                 |                 |                 |                 | Рамсес IX       | Рамсес IX       | Рамсес IX | Рамсес IX | Рамсес IX | Рамсес IX |          |          | Бакетурел | Бакетурел | Бакетурел | Бакетурел | Бакетурел  | Бакетурел  |            |            |            |            |         |         |             |             |             |             |             |             |  |  |  |  |
|  |  |           |           |           |           | Рамсес VII | Рамсес VII | Рамсес VII | Рамсес VII | Рамсес VII | Рамсес VII |           |           |           |           |  |  |           |           |           |           | Рамсес V  | Рамсес V  | Рамсес V | Рамсес V | Рамсес V    | Рамсес V    |             |             |              |             |            |            |                 |                 |                 |                 | Рамсес IX       | Рамсес IX       | Рамсес IX | Рамсес IX | Рамсес IX | Рамсес IX |          |          | Бакетурел | Бакетурел | Бакетурел | Бакетурел | Бакетурел  | Бакетурел  |            |            |            |            |         |         |             |             |             |             |             |             |  |  |  |  |
|  |  |           |           |           |           |            |            |            |            |            |            |           |           |           |           |  |  |           |           |           |           |           |           |          |          |             |             |             |             |              |             |            |            |                 |                 |                 |                 |                 |                 |           |           |           |           |          |          |           |           |           |           |            |            |            |            |            |            |         |         |             |             |             |             |             |             |  |  |  |  |
|  |  |           |           |           |           |            |            |            |            |            |            |           |           |           |           |  |  |           |           |           |           |           |           |          |          |             |             |             |             |              |             |            |            |                 |                 |                 |                 |                 |                 |           |           | Рамсес X  | Рамсес X  | Рамсес X | Рамсес X | Рамсес X  | Рамсес X  |           |           | Тити       | Тити       | Тити       | Тити       | Тити       | Тити       |         |         |             |             |             |             |             |             |  |  |  |  |
|  |  |           |           |           |           |            |            |            |            |            |            |           |           |           |           |  |  |           |           |           |           |           |           |          |          |             |             |             |             |              |             |            |            |                 |                 |                 |                 |                 |                 |           |           | Рамсес X  | Рамсес X  | Рамсес X | Рамсес X | Рамсес X  | Рамсес X  |           |           | Тити       | Тити       | Тити       | Тити       | Тити       | Тити       |         |         |             |             |             |             |             |             |  |  |  |  |
|  |  |           |           |           |           |            |            |            |            |            |            |           |           |           |           |  |  |           |           |           |           |           |           |          |          |             |             |             |             |              |             |            |            |                 |                 |                 |                 |                 |                 |           |           |           |           |          |          |           |           |           |           |            |            |            |            |            |            |         |         |             |             |             |             |             |             |  |  |  |  |
|  |  |           |           |           |           |            |            |            |            |            |            |           |           |           |           |  |  |           |           |           |           |           |           |          |          |             |             |             |             |              |             |            |            |                 |                 |                 |                 |                 |                 |           |           |           |           |          |          |           |           |           |           |            |            |            |            |            |            |         |         |             |             |             |             |             |             |  |  |  |  |
|  |  |           |           |           |           |            |            |            |            |            |            |           |           |           |           |  |  | Херихор   | Херихор   | Херихор   | Херихор   | Херихор   | Херихор   |          |          | Неджемет    | Неджемет    | Неджемет    | Неджемет    | Неджемет     | Неджемет    |            |            |                 |                 |                 |                 | Тентамон        | Тентамон        | Тентамон  | Тентамон  | Тентамон  | Тентамон  |          |          | Рамсес XI | Рамсес XI | Рамсес XI | Рамсес XI | Рамсес XI  | Рамсес XI  |            |            |            |            |         |         |             |             |             |             |             |             |  |  |  |  |
|  |  |           |           |           |           |            |            |            |            |            |            |           |           |           |           |  |  | Херихор   | Херихор   | Херихор   | Херихор   | Херихор   | Херихор   |          |          | Неджемет    | Неджемет    | Неджемет    | Неджемет    | Неджемет     | Неджемет    |            |            |                 |                 |                 |                 | Тентамон        | Тентамон        | Тентамон  | Тентамон  | Тентамон  | Тентамон  |          |          | Рамсес XI | Рамсес XI | Рамсес XI | Рамсес XI | Рамсес XI  | Рамсес XI  |            |            |            |            |         |         |             |             |             |             |             |             |  |  |  |  |
|  |  |           |           |           |           |            |            |            |            |            |            |           |           |           |           |  |  |           |           |           |           |           |           |          |          |             |             |             |             |              |             |            |            |                 |                 |                 |                 |                 |                 |           |           |           |           |          |          |           |           |           |           |            |            |            |            |            |            |         |         |             |             |             |             |             |             |  |  |  |  |
|  |  |           |           |           |           |            |            |            |            |            |            |           |           |           |           |  |  |           |           |           |           |           |           |          |          |             |             |             |             |              |             |            |            |                 |                 |                 |                 |                 |                 |           |           |           |           |          |          |           |           |           |           |            |            |            |            |            |            |         |         |             |             |             |             |             |             |  |  |  |  |
|  |  |           |           |           |           |            |            |            |            |            |            |           |           |           |           |  |  |           |           |           |           | Херерет   | Херерет   | Херерет  | Херерет  | Херерет     | Херерет     |             |             | Пианх        | Пианх       | Пианх      | Пианх      | Пианх           | Пианх           |                 |                 | Хенуттауи       | Хенуттауи       | Хенуттауи | Хенуттауи | Хенуттауи | Хенуттауи |          |          | Тентамон  | Тентамон  | Тентамон  | Тентамон  | Тентамон   | Тентамон   |            |            | Смендес    | Смендес    | Смендес | Смендес | Смендес     | Смендес     |             |             |             |             |  |  |  |  |
|  |  |           |           |           |           |            |            |            |            |            |            |           |           |           |           |  |  |           |           |           |           | Херерет   | Херерет   | Херерет  | Херерет  | Херерет     | Херерет     |             |             | Пианх        | Пианх       | Пианх      | Пианх      | Пианх           | Пианх           |                 |                 | Хенуттауи       | Хенуттауи       | Хенуттауи | Хенуттауи | Хенуттауи | Хенуттауи |          |          | Тентамон  | Тентамон  | Тентамон  | Тентамон  | Тентамон   | Тентамон   |            |            | Смендес    | Смендес    | Смендес | Смендес | Смендес     | Смендес     |             |             |             |             |  |  |  |  |
|  |  |           |           |           |           |            |            |            |            |            |            |           |           |           |           |  |  |           |           |           |           |           |           |          |          |             |             |             |             |              |             |            |            |                 |                 |                 |                 |                 |                 |           |           |           |           |          |          |           |           |           |           |            |            |            |            |            |            |         |         |             |             |             |             |             |             |  |  |  |  |
|  |  |           |           |           |           |            |            |            |            |            |            |           |           |           |           |  |  |           |           |           |           |           |           |          |          |             |             |             |             |              |             |            |            |                 |                 |                 |                 |                 |                 |           |           |           |           |          |          |           |           |           |           |            |            |            |            |            |            |         |         |             |             |             |             |             |             |  |  |  |  |
|  |  |           |           |           |           |            |            |            |            |            |            |           |           |           |           |  |  |           |           |           |           |           |           |          |          |             |             |             |             | Пинеджем I   | Пинеджем I  | Пинеджем I | Пинеджем I | Пинеджем I      | Пинеджем I      |                 |                 |                 |                 |           |           |           |           |          |          |           |           |           |           | Аменемнису | Аменемнису | Аменемнису | Аменемнису | Аменемнису | Аменемнису |         |         |             |             |             |             |             |             |  |  |  |  |
|  |  |           |           |           |           |            |            |            |            |            |            |           |           |           |           |  |  |           |           |           |           |           |           |          |          |             |             |             |             | Пинеджем I   | Пинеджем I  | Пинеджем I | Пинеджем I | Пинеджем I      | Пинеджем I      |                 |                 |                 |                 |           |           |           |           |          |          |           |           |           |           | Аменемнису | Аменемнису | Аменемнису | Аменемнису | Аменемнису | Аменемнису |         |         |             |             |             |             |             |             |  |  |  |  |
|  |  |           |           |           |           |            |            |            |            |            |            |           |           |           |           |  |  |           |           |           |           |           |           |          |          |             |             |             |             |              |             |            |            |                 |                 |                 |                 |                 |                 |           |           |           |           |          |          |           |           |           |           |            |            |            |            |            |            |         |         |             |             |             |             |             |             |  |  |  |  |
|  |  |           |           |           |           |            |            |            |            |            |            |           |           |           |           |  |  |           |           |           |           |           |           |          |          |             |             |             |             | XXI династия |             |            |            |                 |                 |                 |                 |                 |                 |           |           |           |           |          |          |           |           |           |           |            |            |            |            |            |            |         |         |             |             |             |             |             |             |  |  |  |  |

 Серым цветом выделены представители XXI династии.

### Генетика
У Рамсеса III Y-хромосомную гаплогруппу оценили по программе-предиктору как E1b1a (M2).

## Воцарение
Ещё будучи престолонаследником, Рамсес принимал видное участие в управлении страной. Рамсес III взошёл на престол в 26-й день I месяца сезона Шему (то есть Засухи). К этому времени, по всей вероятности, ему было уже за тридцать, а в его семье насчитывалось несколько детей. Безусловно, своим относительно спокойным и плодотворным царствованием Рамсес III был полностью обязан Сетнахту, сумевшему воплотить мечты о новой династии на зыбкой почве анархии, прекратившей существование дома Рамсеса Великого.
В отличие от своих предшественников, он не оставил ни единого документа, датированного первым годом правления, в который многие цари начинали активную деятельность. Датированные источники от его правления встречаются не особенно часто; исключением в этом смысле являются лишь колоссальный архив Дейр-эль-Медины и памятники крупных чиновников. На 5-м и 15-м годах правления фараона были организованы особые поездки царя с целью проинспектировать состояние многочисленных храмовых комплексов страны. Между этими событиями заключены три большие военные надписи, повествующие о важных внешнеполитических событиях, последствия которых сказались на всей жизни долины Нила. Конец войн приходится на 11-й год правления Рамсеса III.
Документы, относящиеся ко второй половине царствования, довольно однообразны: религиозные тексты и декреты в пользу Амона, датированные 16-м и 20-м годами правления сохранились в Карнаке. В тексте стелы из Мемфиса от 24-го года царствования сохранилось упоминание об установлении культа Рамсеса III, существовавшего практически со времени его воцарения. Редкие царские памятники, сохранившие датировку, с лихвой компенсируются бесчисленными документами из Дейр-эль-Медины, что, возможно, говорит о росте волнений в этом сообществе, приведшем к некому подобию мятежа на 29-м году правления царя.

## Имя
| G5 |

| G5 |

| E1 · D40 | O29V | M23 | i | i | X1 · Z2 |

| E1 · D40 | O29V | M23 | i | i | X1 · Z2 |

| E1 · D40 | Z1 · E23 | F9 · F9 | X1 · Z4 · D40 | n&xt | D40 · Z1 · D36 | V30 · F23 · D40 | M16 | N29 · Z9 | S22 · X1 · X1 | T14 | A1 · B1 · Z2 | N25 |

| E1 · D40 | Z1 · E23 | F9 · F9 | X1 · Z4 · D40 | n&xt | D40 · Z1 · D36 | V30 · F23 · D40 | M16 | N29 · Z9 | S22 · X1 · X1 | T14 | A1 · B1 · Z2 | N25 |

| E1 · D40 | mn&n&x | U22 | Y1V | Y5 · N35 · W24 · W24 · W24 | A53 | Z3 | S29 | R4 · X1 · Q3 | V30 · D21 | M36 · D21 | A40 | G17 | N35 · G1 | Z2 · I9 | Aa1 | G25 | X1 | Z3 |

| E1 · D40 | mn&n&x | U22 | Y1V | Y5 · N35 · W24 · W24 · W24 | A53 | Z3 | S29 | R4 · X1 · Q3 | V30 · D21 | M36 · D21 | A40 | G17 | N35 · G1 | Z2 · I9 | Aa1 | G25 | X1 | Z3 |

| E1 · D40 | S29 | G43 | O34 · Aa1 | D56 | D54 | I6 · X1 · O49 | F12 | T16 | n&xt | D40 · Z1s · D36 | O34 · G3 | Aa15 · T31 | D40 · V13 | V28 | N35 · W24 · Z7 | T14 · A1 · Z2 |

| E1 · D40 | S29 | G43 | O34 · Aa1 | D56 | D54 | I6 · X1 · O49 | F12 | T16 | n&xt | D40 · Z1s · D36 | O34 · G3 | Aa15 · T31 | D40 · V13 | V28 | N35 · W24 · Z7 | T14 · A1 · Z2 |

| E1 · D40 | Z1 · D36 | D46 · Aa15 · T31 | V28 | U8 · N35 · W24 · Z7 | F16 | F16 | Y5 | U32 | Y1V | F34 · Z1 | G36 · D21 | F9 · X1 · Z4 | D40 · D2 · Z1 | Z1 · E10 | Z7 · Z4 | N21 · Z1 | S3 | N29 · N35 · D40 |

| E1 · D40 | Z1 · D36 | D46 · Aa15 · T31 | V28 | U8 · N35 · W24 · Z7 | F16 | F16 | Y5 | U32 | Y1V | F34 · Z1 | G36 · D21 | F9 · X1 · Z4 | D40 · D2 · Z1 | Z1 · E10 | Z7 · Z4 | N21 · Z1 | S3 | N29 · N35 · D40 |

| E1 | F9 · F9 | X1 · Z4 · D40 | S42 | Aa15 · D40 | F23 | n&xt | D40 · Z1 · D36 | V30 · N35 · D21 | M17 | H4 · D40 | Aa15 · N17 · N17 · N17 | N25 · X1 · Z2 | I9 · Aa1 | V12 · D40 | U33 | G17 | V28 | T14 | A1 |

| E1 | F9 · F9 | X1 · Z4 · D40 | S42 | Aa15 · D40 | F23 | n&xt | D40 · Z1 · D36 | V30 · N35 · D21 | M17 | H4 · D40 | Aa15 · N17 · N17 · N17 | N25 · X1 · Z2 | I9 · Aa1 | V12 · D40 | U33 | G17 | V28 | T14 | A1 |

| S42 | Aa15 · D40 | X1 · F9 · Z4 · D40 | O4 · D46 | D41 · D40 | M33A | Z3 | D46 · Aa1 | A15 · D40 | N35 · G1 | F22 | D54 · O34 | S23 · D46 | S33 · S33 · I9 |

| S42 | Aa15 · D40 | X1 · F9 · Z4 · D40 | O4 · D46 | D41 · D40 | M33A | Z3 | D46 · Aa1 | A15 · D40 | N35 · G1 | F22 | D54 · O34 | S23 · D46 | S33 · S33 · I9 |

| I1 · Z2 | Y5 · N35 · W24 · W24 · W24 |

| I1 · Z2 | Y5 · N35 · W24 · W24 · W24 |

| V30 | W4 | Z3 | W19 | C18 |

| V30 | W4 | Z3 | W19 | C18 |

| U33 | V28 | Ba15 | N35 · W24 · Z7 | Ba15a | S15 | N28 · Ba15s · Z1 · Ba15as |

| U33 | V28 | Ba15 | N35 · W24 · Z7 | Ba15a | S15 | N28 · Ba15s · Z1 · Ba15as |

| D36 · N35 · D6 | D2 · Z1 | S29 | D21 · Aa1 | ? | W19 | H8 · Z1 | Q1 | X1 · H8 |

| D36 · N35 · D6 | D2 · Z1 | S29 | D21 · Aa1 | ? | W19 | H8 · Z1 | Q1 | X1 · H8 |

| V30 | P6 | D36 · N5 · Z1 | W19 | M17 | X1 · I9 · Z1 · I9 | N5 · Z1 | A40 |

| V30 | P6 | D36 · N5 · Z1 | W19 | M17 | X1 · I9 · Z1 · I9 | N5 · Z1 | A40 |

| G39 | Z1 | M17 | Y5 · N35 | HASH |

| G39 | Z1 | M17 | Y5 · N35 | HASH |

| S3 | M17 | A20 | Y5 · N35 · W24 · W24 · W24 | G36 · D21 | U16 · X1 · Z2s | ? | M17 | Q3 · X1 | Q1 | Z2 · O49 | D2 · Z1 | D21 · N35 | V10 · I9 |

| S3 | M17 | A20 | Y5 · N35 · W24 · W24 · W24 | G36 · D21 | U16 · X1 · Z2s | ? | M17 | Q3 · X1 | Q1 | Z2 · O49 | D2 · Z1 | D21 · N35 | V10 · I9 |

| O34 · O29 | D36 · Y1 | N28 · Z2 | W19 | N27 · X1 | Ba15s · Z4 · Ba15as · O1 | Z7 · D58 · N35 | N8 · I9 | S34 · X1 | G24A |

| O34 · O29 | D36 · Y1 | N28 · Z2 | W19 | N27 · X1 | Ba15s · Z4 · Ba15as · O1 | Z7 · D58 · N35 | N8 · I9 | S34 · X1 | G24A |

| E1 · D40 | D46 · Aa15 · T31 | V28 | U8 · N35 · Z7 · Z4 | F16 | F16 | Y5 | U32 | Y1V | F34 · Z1 | G36 · D21 | F9 · X1 · Z4 | D40 · D2 · Z1 | Z1 · E10 | Z7 · Z4 · N21 · Z1 | S3 | N29 · N35 · D40 |

| E1 · D40 | D46 · Aa15 · T31 | V28 | U8 · N35 · Z7 · Z4 | F16 | F16 | Y5 | U32 | Y1V | F34 · Z1 | G36 · D21 | F9 · X1 · Z4 | D40 · D2 · Z1 | Z1 · E10 | Z7 · Z4 · N21 · Z1 | S3 | N29 · N35 · D40 |

| D36 · N35 · D6 | G17 | M23 | X1 | A42 | W19 | A45 | U7 · D21 · Z7 · X1 | A2 | X1 · G43 · I9 | ? | D58 | Z7 | A53 | X1 · G43 · I9 | W19 | M17 | U36 | Z1 | A42 | S3 | N5 · Z1 | A40 |

| D36 · N35 · D6 | G17 | M23 | X1 | A42 | W19 | A45 | U7 · D21 · Z7 · X1 | A2 | X1 · G43 · I9 | ? | D58 | Z7 | A53 | X1 · G43 · I9 | W19 | M17 | U36 | Z1 | A42 | S3 | N5 · Z1 | A40 |

| G16 |

| G16 |

| G36 · D21 | W4 | Z3 | W19 | C18 |

| G36 · D21 | W4 | Z3 | W19 | C18 |

| G36 · D21 | W4 | Z3 | W19 | M17 | N17 · V13 · N35C | C18 |

| G36 · D21 | W4 | Z3 | W19 | M17 | N17 · V13 · N35C | C18 |

| F12 | S29 | D21 · D40 | F9 · X1 · Z4 · D40 | W19 | M17 | M17 | X1 · I9 | A40 · Z1 · I9 | Y5 · N35 · V13 | G43 | A40 | S29 | V90 | V90 | T31 · D40 | T10 · X1 · Z2ss · Z2ss · Z2ss | D46 · D21 · D40 | Aa15 · N17 · Z1 · N21 | O34 · N35 · Z2 |

| F12 | S29 | D21 · D40 | F9 · X1 · Z4 · D40 | W19 | M17 | M17 | X1 · I9 | A40 · Z1 · I9 | Y5 · N35 · V13 | G43 | A40 | S29 | V90 | V90 | T31 · D40 | T10 · X1 · Z2ss · Z2ss · Z2ss | D46 · D21 · D40 | Aa15 · N17 · Z1 · N21 | O34 · N35 · Z2 |

| D4 | X1 · Aa11 | N35 · N9 · X1 | R8 | Z3 | S29 | V28 | D58 | W3 | D21 · Z1 · Z2 | O1 · Z1 · Z2 | O49 · O49 | Z3 | N5 · Z1 · V30 |

| D4 | X1 · Aa11 | N35 · N9 · X1 | R8 | Z3 | S29 | V28 | D58 | W3 | D21 · Z1 · Z2 | O1 · Z1 · Z2 | O49 · O49 | Z3 | N5 · Z1 · V30 |

| hatching | hatching | Q3 · X1 | Q3 · X1 | Z9 · D40 | U33 | V28 | N35 · W24 · Z7 · T14 | N25 · Z2 | G17 | O28 | O24 · Z2 | D2 · Z1 | Q1 | X1 · O1 | O34 · N35 · Z2 |

| hatching | hatching | Q3 · X1 | Q3 · X1 | Z9 · D40 | U33 | V28 | N35 · W24 · Z7 · T14 | N25 · Z2 | G17 | O28 | O24 · Z2 | D2 · Z1 | Q1 | X1 · O1 | O34 · N35 · Z2 |

| G8 |

| G8 |

| F12 | M4 | M4 | M4 | W19 | A45 |

| F12 | M4 | M4 | M4 | W19 | A45 |

| F12 | S29 | M4 | M4 | M4 | W19 | M17 | X1 · U15 · Aa15 | Z7 | A40 |

| F12 | S29 | M4 | M4 | M4 | W19 | M17 | X1 · U15 · Aa15 | Z7 | A40 |

| R8 | X1 · D21 · Z4 | Y1 · Aa15 | O1 · D21 | D54 · I9 | Aa15 · F32 · X1 · Z1 · F51A | S29 | G43 | V28 | X1 · H8 | M17 | N29 · D21 · X1 | Y1V | S29 | D58 | N29 · X1 · N35 | G5 | N19 |

| R8 | X1 · D21 · Z4 | Y1 · Aa15 | O1 · D21 | D54 · I9 | Aa15 · F32 · X1 · Z1 · F51A | S29 | G43 | V28 | X1 · H8 | M17 | N29 · D21 · X1 | Y1V | S29 | D58 | N29 · X1 · N35 | G5 | N19 |

| D36 · N35 · D6 | U33 | N35 · Z2 | D21 · Z1 · D40 | G17 | F31 | R8 | Z3 | R8 | X1 · D21 · Z2 | M17 | M17 | X1 · H8 | I12 · Z2ss | N29 | D58 | F46 · Y1 | M19 | W3 · N5 | O34 · N35 · Z2 |

| D36 · N35 · D6 | U33 | N35 · Z2 | D21 · Z1 · D40 | G17 | F31 | R8 | Z3 | R8 | X1 · D21 · Z2 | M17 | M17 | X1 · H8 | I12 · Z2ss | N29 | D58 | F46 · Y1 | M19 | W3 · N5 | O34 · N35 · Z2 |

| N29 · N35 | D40 · V30 | F23 · F23 | Z7 · Z4 | D4 | X1 · N37 · Z9 · N21 | D21 · U7 | D21 · I9 | Aa15 · Aa18 · Z1 | Aa1 · I9 · X1 | A14 · I9 |

| N29 · N35 | D40 · V30 | F23 · F23 | Z7 · Z4 | D4 | X1 · N37 · Z9 · N21 | D21 · U7 | D21 · I9 | Aa15 · Aa18 · Z1 | Aa1 · I9 · X1 | A14 · I9 |

| nswt&bity |

| nswt&bity |

| N5 | F12 | C10 | N36 | M17 | Y5 · N35 |

| N5 | F12 | C10 | N36 | M17 | Y5 · N35 |

| N5 | F12 | C10 | N36 | M17 | Y5 · N35 |

| N5 | F12 | C10 | N36 | M17 | Y5 · N35 |

| N5 | F12 | C10 | N36 | M17 | Y5 · N35 |

| N5 | F12 | C10 | N36 | M17 | Y5 · N35 |

| N5 | F12 | C10 | N36 | M17 | Y5 · N35 |

| N5 | F12 | C10 | N36 | M17 | Y5 · N35 |

| N5 | F12 | C10 | M17 | Y5 · N35 · N36 |

| N5 | F12 | C10 | M17 | Y5 · N35 · N36 |

| N5 | F12 | C10 | M17 | Y5 · N35 · N36 |

| N5 | F12 | C10 | M17 | Y5 · N35 · N36 |

| N5 | F12 | C10 | M17 | Y5 · N35 · N36 |

| N5 | F12 | C10 | M17 | Y5 · N35 · N36 |

| N5 | F12 | C10 | M17 | Y5 · N35 · N36 |

| N5 | F12 | C10 | M17 | Y5 · N35 · N36 |

| Ca1 | N5 | F12 | U5 · D36 | X1 | H6 | U6 | M17 | Y5 · N35 | G7 | Ca2 |

| Ca1 | N5 | F12 | U5 · D36 | X1 | H6 | U6 | M17 | Y5 · N35 | G7 | Ca2 |

| G39 | N5 |

| G39 | N5 |

| C2 | F31 | S29 | S29 | S38 | O28 |

| C2 | F31 | S29 | S29 | S38 | O28 |

| C2 | F31 | S29 | S29 | S38 | O28 |

| C2 | F31 | S29 | S29 | S38 | O28 |

| C2 | F31 | S29 | S29 | S38 | O28 |

| C2 | F31 | S29 | S29 | S38 | O28 |

| C2 | F31 | S29 | S29 | S38 | O28 |

| C2 | F31 | S29 | S29 | S38 | O28 |

| C2 | F31 | O34 · O34 | S38 | N29 | O28 |

| C2 | F31 | O34 · O34 | S38 | N29 | O28 |

| C2 | F31 | O34 · O34 | S38 | N29 | O28 |

| C2 | F31 | O34 · O34 | S38 | N29 | O28 |

| C2 | F31 | O34 · O34 | S38 | N29 | O28 |

| C2 | F31 | O34 · O34 | S38 | N29 | O28 |

| C2 | F31 | O34 · O34 | S38 | N29 | O28 |

| C2 | F31 | O34 · O34 | S38 | N29 | O28 |

| N5 | F31 | S29 | M23 | S38 | O28 |

| N5 | F31 | S29 | M23 | S38 | O28 |

| N5 | F31 | S29 | M23 | S38 | O28 |

| N5 | F31 | S29 | M23 | S38 | O28 |

| N5 | F31 | S29 | M23 | S38 | O28 |

| N5 | F31 | S29 | M23 | S38 | O28 |

| N5 | F31 | S29 | M23 | S38 | O28 |

| N5 | F31 | S29 | M23 | S38 | O28 |

| S38 | N29 | O28 | W24 · O49 |

| S38 | N29 | O28 | W24 · O49 |

| S38 | N29 | O28 | W24 · O49 |

| S38 | N29 | O28 | W24 · O49 |

| S38 | N29 | O28 | W24 · O49 |

| S38 | N29 | O28 | W24 · O49 |

| S38 | N29 | O28 | W24 · O49 |

| S38 | N29 | O28 | W24 · O49 |

## Военные кампании
Грандиозные триумфальные рельефы храма Мединет-Абу упоминают три важные даты, связанные с военными кампаниями Рамсеса III: 5-й, 8-й и 11-й годы правления фараона. Каждая дата фигурирует в начале длинной надписи, состоящей в основном из наименований вражеских народов, поверженных египетскими войсками.
Военные кампании 5-го и 11-го года были связаны с восстаниями ливийцев, события военной кампании 8-го года стали продолжением военной кампании Мернептаха против «народов моря». В источниках также имеются упоминания о нубийской и сирийской военной кампаниях Рамсеса III, но какая-либо конкретная информация о них и датировки в текстах о сирийской военной кампании из Карнака и Мединет-Абу отсутствуют.

### Разгром ливийцев на 5-м году правления
На 5-м году правления Рамсеса в Египет с запада вторглись ливийцы, руководимые своим царем Термером. Вторжение ливийцев по своим размерам значительно превосходило отражённое Мернептахом четверть века назад. Папирус Харриса повествует: «Чехену (ливийцы) — в движении, они затаились. Они собрались, их сошлось несметное количество, в том числе либу, сепеды и мешвеши, все собрались и устремились против Египта». Это был целый союз ливийских племён, включавший в себя население земель Чемеху, Лебу и близких им Мешвеш. Большая надпись 5-го года в Мединет-Абу является основным источником, повествующим о произошедших событиях.
Наиболее часто, как и в папирусе Харриса, здесь упоминаются Лебу, в то время как народы, упомянутые в других источниках, например, Сепеду, опускаются вовсе. В сцене представления царём трофеев военной кампании, четыре вида пленников, которых он приводит, названы только как Лебу. Интересно, что действующими совместно с ливийцами надпись 5-го года неожиданно упоминает о двух народах, входящих в конгломерат «народов моря»: пеласгов и закаров. Надписи названия этих народов детерминированы иероглифами мужчины и женщины, что подчеркивало — речь шла не столько о воинах, сколько о целом народе. Об их происхождении ничего не известно, кроме того, что они не входили в число народов, с которыми воевал Мернептах.
Как и при Мернептахе военному столкновению предшествовало постепенное проникновение ливийцев в Нижний Египет. Так или иначе, уже к моменту назревания волнений среди этих народов первые отряды ливийских воинов стояли на тех рубежах, где их когда-то остановил Мернептах. Генеральное сражение имело место вблизи крепости Рамсеса носящей имя Хесеф-Тхамху. В ходе упорного сражения египтянам удалось разгромить ливийские войска.
Поражение ливийского войска было ужасно, — 12 535 отрезанных у убитых рук были принесены фараону как военные трофеи дня. По меньшей мере, египтяне пленили тысячу ливийских воинов. Победа над ливийцами нашла своё отражение в рельефах на северной стороне храма в Мединет-Абу. На первом рельефе изображено, как египетская армия готовится встретить нападение ливийской. Перед фараоном изображены иностранные воины-наемники, воины-египтяне, колесницы, составляющие большую часть войска фараона. Рамсес III едет в своей колеснице с синей боевой короной на голове. Следующая сцена слева: Войска ливийской коалиции побеждены египетскими в беспорядочном хаосе битвы. Рамсес изображен в крепости неподалёку. Пленные ливийские воины проходят справа. В это же время писцы делают записи рук убитых вражеских солдат.

### Отражение нашествия «народов моря» на 8-м году правления
На 8-м году правления Рамсеса III Египет встал перед угрозой нового вторжения «народов моря». В тексте упоминается большой перечень стран, не устоявших перед несокрушимыми армиями пришельцев: «Ни одна страна не выстояла против их рук, Хета, Кеди, Кархемиш, Ирчу, Ирса. Они опустошили эти (местности) и разбили стан в одном месте в земле Амор (Амурру), люди которой пленены и которой как не бывало.» Если следовать традиционной локализации, согласно которой Хета — Хеттское царство в Малой Азии, Кеди располагался рядом с Угаритом, Кархемиш стоял на верховьях Евфрата, Ирчу (Арцава?) находился где-то на юге современной Турции, а Ирса — древнее название Кипра, — то грандиозный размах «нашествия» действительно впечатляет.
Помимо пеласгов и закаров, уже упоминавшихся в текстах 5-го года Рамсеса III, в документах 8-го года упомянуты народы Шекелеш (сикулы ?), Шардана (сарды?, впоследствии заселившие остров Сардиния), Дануна (данайцы?), Уешеш. Часть воинских сил сопровождала женщин и детей, ехавших в повозках, запряженных волами, другие шли по морю на кораблях.
Рамсес III с большой энергией стал готовиться к отражению нашествия врагов. Он укрепил восточную границу, построив там крепость, названную его именем. Собрал флот, который распределил по северным гаваням. «Я установил своё пограничное укрепление в Джахи (район Финикии), оно было поставлено ещё до того, как устья Нила с военными судами, галерами и баржами я сделал подобными мощной стене». Собрав большую сухопутную армию, Рамсес лично отправился в Сирию руководить кампанией. В ходе ожесточенного сражения в Финикии Рамсесу удалось остановить победное шествие «народов моря» и отбросить их назад. В том же году египтяне разгромили в Рохауте (Конопское русло) и морские силы противника.
События этой военной кампании разбиты на семь эпизодов на северной стене в Мединет-Абу. Первая сцена, справа от последней сцены, изображающей Первую Ливийскую Войну, представляет Рамсеса III, наблюдающего за раздачей оружия египетским солдатам. Следующая сцена отражает подробности представленные в предыдущей сцене. Затем изображено сражение в Финикии. Рамсес III изображён в торжественной манере, являясь главной фигурой в сцене, он натягивает тетиву лука. В этом эпизоде египетские войска одерживают победу над войсками морских народов. Интересный аспект этой сцены — то, что на высшем регистре и в середине пейзажа изображены волы с телегами. Каждая телега, запряжена четырьмя волами, тянущими её. Египтяне яро нападают на эти телеги, на некоторых из которых сидят женщины и дети.
Интересен ряд сцен, которые сначала кажутся не подходящими по тематике — Рамсес III, охотящийся на львов. Видимо, эти сцены символизирует силы порядка — фараона и его армию — против сил хаоса, что даже дикие львы склонились перед фараоном. На внешнем тыле южного пилона изображена подобная символическая сцена, представляющая охоту Рамсеса на дикого быка.
Морское сражение представлено в следующей сцене. Рамсес III снова представлен центральной фигурой. Он стоит на телах побежденных противников, снова укрепляя символический жест египетского господства. Слева — египетский военный морской флот с вооружёнными воинами против флота морских народов. Внизу этой сцены египетские воины уводят пленников. Рамсес III сообщает нам: «А тех, которые вторглись с моря встретило в устьях Нила страшное пламя [царского гнева]: ограда из копий окружила их на побережье, их вытащили из воды, окружили и распростерли на берегу, убили и превратили в груду трупов». В следующей сцене Рамсесу III приводят пленных, а затем — фараон предстает перед богом Амоном.
Два племени из числа «народов моря» — пеласги и закара, известные в дальнейшем под названием филистимлян, видимо, с согласия фараона осели на плодородном палестинском побережье, где создали союз пяти самоуправляющихся городов: Газы, Аскалона, Аккарона (Экрона), Гата и Ашдода.

### Война с ливийцами на 11-м году правления
Лишь только «нашествие народов моря» было остановлено, новые волнения начались на западных границах египетского государства на 11-м году правления фараона. На этот раз среди ливийских воинов преобладали не Лебу, а представители народа Мешвеш, возглавляемые царем Машаром — сыном царя Капура. Ливийцы подошли к египетской крепости Хачо и взяли её в осаду. Сюда же с основной армией прибыл и Рамсес III. В происшедшем сражении ливийцы были разгромлены и бежали, потеряв убитыми 2175 воинов и пленными свыше 2 тысяч человек (одну треть последних составляли женщины и дети). В плен попал и царь машауашей Мешешер, а также ещё пять вождей ливийцев. Кроме того, египтяне захватили значительное количество рогатого скота, лошадей, ослов и много оружия.
Однако, ливийская угроза окончательно так и не была ликвидирована. Одновременно с созданием помпезных надписей во славу фараона-победителя, в страхе перед военной угрозой строится стена высотой 15 м вокруг храма Тота в Гермополе, подобные работы ведутся в храме Осириса в Абидосе, в святилище Упуата в Ассиуте. Факты говорят, что фараон опасался вторжения врага не только в Дельту Нила, но и в Средний Египет.
Параллельно долине Нила от Гермополя до Абидоса обитали племена Чехенну, одного из народов, входивших в конгломерат Девяти Луков. Победы Рамсеса III умиротворили ливийцев лишь на время. Угроза с запада вновь волновала Египет уже на 28-м году правления Рамсеса III.

### Походы против кочевников Палестины, в Сирию и Нубию
Ещё одно сражение, помимо войн с «народами моря» и ливийцами, упомянуто в папирусе Харриса. Рамсес вёл также войну в Эдоме, к югу от Мертвого моря, против кочевых народов шасу, живших около горы Саара (библ. Сеир), где была взята богатая военная добыча. Если эта кампания, возможно, была оборонительным мероприятием, предпринятым в целях отражения соседних с Палестиной кочевых племен, то вторжение в царство Амурру и бывшие владения Хеттского царства в Сирии преследовали завоевательные цели. Краткая информация об этих событиях имеется в Мединет-Абу и Карнаке, где на рельефах изображено взятие армией фараона одной из вражеских крепостей. В текстах сохранились два названия: город Ирчу и «хеттский Тунип».
Однако скудные записи не раскрывают нам всей полноты картины этой военной кампании. Известно, что Рамсес III взял в Сирии как минимум пять укрепленных городов, а также возводил там новые крепости. В одном из пунктов в Сирии был построен также храм Амона, в котором было помещено большое изображение главного бога Египта. Не исключено, что фараон проник очень далеко на северо-восток, но закрепить свои завоевания в Сирии не смог.
Войны, которые вёл Рамсес III, создают впечатление, что отныне Египту приходится защищать уже собственную территорию. Об «азиатской империи» во времена XX династии, кажется, уже забыли. Египетские гарнизоны пока ещё присутствуют в Сирии и Палестине, однако их влияние здесь стало минимальным, а египетские памятники этого времени — очень редкими. Судя по всему, Рамсес III был последним фараоном, при котором хоть какое-то египетское присутствие в Палестине сохранялось.
В Нубии при Рамсесе III практически ничего примечательного совершено не было. Сцена рельефа в Мединет-Абу показывает фараона, нападающего на группу нубийцев, однако нет никакого свидетельства того, что Рамсес III когда-либо проводил такую кампанию. Многие историки соглашаются, что это просто пример прославления фараона, утверждающий его право на власть. В Нубии лишь обнаружены царские имена, вырезанные на памятниках предшествующих царей и стелы «царского сына Куша» Хори I, сына Кама, получившего эту должность ещё при Саптахе, который, вероятно, от имени своего царя возвел часть храма в Кубане. Две статуи фараона были когда-то воздвигнуты в Каср Ибрим. В настоящее время от них осталась лишь нижняя часть. Хори I наследовал его сын, Хори II, выполнявший обязанности наместника Нубии и при Рамсесе IV.
Триумфальные тексты Мединет-Абу завершаются перечнем более чем 250 наименований народов и местностей, большая часть из которых не идентифицирована. Осажденный врагами в собственной стране, Рамсес III достойно отразил вторжение, но египетский воин уже не мог, как когда-то, победоносно шествовать на берегах Оронта и Евфрата. Характерная черта документации эпохи Рамсеса III — пышность и отсутствие столь важной конкретной информации.

## Экспедиция вПунт
По приказу Рамсеса III была совершена экспедиция в страну Пунт, упомянутая в папирусе Харрис:
«Построил я (Рамсес III) ладьи великие и корабли перед ними с командами многочисленными, сопровождающими многими, капитаны их с ними, наблюдатели и воины, дабы командовать ими. Были они наполнены добром Египта бесчисленным, каждого сорта по десять тысяч. Посланы они в великое море с водами, вспять текущими, прибыли они в страну Пунт, не было неудач у них, (прибывших) в целости, внушающих ужас. Ладьи и корабли были наполнены добром Страны Бога, из удивительных вещей страны этой: прекрасной миррой Пунта, ладаном в десятках тысяч, без счета. Дети правителя Страны Бога прибыли перед данью своей, приготовленной для Египта…»
На обратном пути корабли пристали к красноморскому побережью в районе, где начиналась дорога в город Коптос; там была произведена перегрузка товаров на нильские корабли, следовавшие на север, в Пер-Рамсес. Путь в страну Пунт, известную древним египтянам ещё с Древнего царства, лежал через Вади-Хаммамат по Красному морю. Самый драгоценный дар Пунта — ладановые деревья, привезенные воинами Рамсеса III, изображены в сокровищнице храма Мединет Абу. Среди других товаров, привозимых из Пунта, египтяне отмечали чёрное дерево, кость, драгоценные камни, золото, редких животных.

## Вельможи двора
Мы практически ничего не знаем о выдающихся личностях, которые были бы современниками Рамсеса III.
Известны два вельможи, занимавшие при нём пост везира. Первый, Хори, вступил в эту должность ещё при Саптахе. Он сумел пережить смуту конца XIX династии. На 10-м году правления Рамсеса III его сменил некто Та, впервые упомянутый в источниках на 16-м году правления царя. На 29-м году правления Рамсеса, Та — будучи одновременно везиром Севера и везиром Юга — упоминается в деле о волнениях в селении Дейр-эль-Медина; одновременно он участвовал в подготовке празднества сед царя, доставляя в Мемфис — место прохождения церемонии — статуи богов из Верхнего Египта. После 29-го года все упоминания о Та исчезают. Так как на первом году правления Рамсеса IV обязанности везира исполнял верховный жрец Амона, а собственно везир появился лишь на втором году правления нового царя, можно предположить, что по каким-то причинам несколько лет пост второго человека в государстве оставался вакантным.
Правитель Фив Пасер известен благодаря построенной им капелле, блоки которой были использованы при реставрации западной башни Мединет-Абу. Верховным жрецом Амона сначала был Бакенхонсу, занимавший эту должность ещё при Сетнахте, а затем Усермаатранахт и его брат(?) Рамсеснахт. Растущая независимость власти храма Амона в Карнаке и усиление влияния везира на государственные дела подтверждаются текстом папируса Харриса (59,10 — 60,1), рассказывающем о наказании везира, вмешавшегося, вопреки воле царя, во внутренние дела храма Хора в Атрибисе.
Царя окружает огромное количество «виночерпиев», в большинстве случаев азиатов по происхождению. Именно они преобладали в числе судей, участвовавших в разбирательстве по делу о заговоре против Рамсеса III; среди самих заговорщиков также преобладали их коллеги.
Нубия, как уже упоминалось, попала во власть одной семьи из Бубастиса, несколько представителей которой носили имя Хори. Из этого же города, а, может быть, даже и из той же семьи, происходил Ирои, верховный жрец Бастет, участвовавший в заговоре против царя и казненный; ему унаследовал его сын — также Хори.

## Строительная деятельность
Доказательством временного укрепления державы служит громадный поминальный храм Рамсеса III на западном берегу Фив, посвященный Амону и известный ныне, как храм Мединет-Абу. Это роскошное каменное сооружение служило одновременно и памятником царских побед. Если по величине и богатству отделки оно и уступало исполинским сооружениям Аменхотепа III и Рамсеса II, то, тем не менее, оно наглядно показывает, какими средствами располагало Новое царство даже накануне своего падения. Храм и окружающие его постройки спланированы в виде прямоугольника, ограниченного толстой стеной крепостного типа со сложными укрепленными воротами. От Нила к храму был прорыт канал, подходящий к набережной с пристанью. Сбоку к храму примыкал дворец, из окна которого фараон показывался присутствующим на храмовом дворе лицам. Двери храма, огромные храмовые колонны, поддерживающие навес перед дворцом, его косяки и ворота были обшиты золотом.
Храм владел пашнями и садами, у него были свои корабли, царь снабжал его рабами. Верхний и Нижний Египет, Палестина и Нубия должны были платить ему подати. О размерах храмовых владений можно судить хотя бы по тому, что людей у храма числилось свыше 60 тысяч.
Остальные храмы, построенные Рамсесом, большей частью погибли. Известны небольшое святилище Амона в Карнаке, несколько небольших добавлений к Карнакскому храму, храм богини Мут. Храм бога Хонсу был только начат Рамсесом. Он также проявил свою строительную деятельность в Мемфисе и Гелиополе, построив там небольшие святилища.
В пустыне Атек, на Синайском полуострове было добыто огромное количество меди, которую перевозили в Египет и сухопутным путём, и по морю. На том же Синайском полуострове, в бирюзовой пустыне в Серабит эль-Хадим экспедицией, посланной туда, было добыто большое количество бирюзы. Это событие упомянуто в папирусе Харриса: «Я послал вельмож и чиновников в страну бирюзы, к матери моей, Хатхор, повелительнице бирюзы. Привезли они для неё серебро, золото, царское полотно, простое полотно, а также многие вещи, бесчисленные как песок в обитель её. И вот, привезли мне чудесную настоящую бирюзу в мешках многих; привезены они в присутствии моем. Не было сделано ничего подобного со времен царей». Стела 23-го года правления Рамсеса III, обнаруженная на Синае, содержит титулатуру царя и восхваления Хатхор, госпожи бирюзы, что полностью подтверждает данный факт.

## Ослабление царской власти

### Возвышение жречества
Но, несмотря на эти успехи, в правление Рамсеса продолжается процесс ослабления страны. Уступая давлению жречества, поддержка которого в трудное для страны время была необходимой, Рамсес освободил храмы от рекрутской повинности их работников (призыв в армию каждого десятого). Это вынудило Рамсеса включать в состав своего войска, в неизмеримо большем масштабе, чем раньше, наёмников (шерданов, ливийцев, филистимлян и других).
За своё царствование Рамсес раздал храмам 107 тысяч человек (2 % всего населения Египта), около 3 тысяч км² пахотных земель (15 % всей обрабатываемой в стране земли), 500 тысяч голов рогатого скота, не считая множества других подношений, ежегодных поставок и даров.

### Забастовка в Дейр-эль-Медина
Большие дары и привилегии храмам, которые всё больше и больше стали противопоставлять себя центральной власти, содержание уменьшившегося, но всё ещё большого войска, изнурительные войны, самоуправство местной администрации — всё это привело к резкому ухудшению внутреннего положения страны, к оскудению государственной казны. Эта казна, однажды, на 29-м году правления, опустела настолько, что не было возможности в срок выдать довольствие ремесленникам и служащим царского некрополя в посёлке Дейр-эль-Медина.

14 ноября шесть десятков мастеров, в основном каменотесов, плотников и маляров, отказались выполнять свою работу в Долине Царей. Рабочие, возглавляемые писцом Патурере и ещё двумя бригадирами, потребовали от работодателей довольствие за прошедший месяц, которое они так и не получили. Доведенные голодом до отчаяния, люди открыто выступали против верховной власти. Вот что повествуют отрывки туринского дневника этого движения: 
"29 года, 10 второго месяца сезона Перет. Пролом пяти стен Некрополя рабочими, которые кричат: «Мы голодны уже 18-й день». Они сели на задней части храма Тутмоса III. Явились секретари тюрьмы Некрополя, двое начальников рабочих, два квартирмейстера и закричали: «Возвращайтесь». И они поклялись: «Возвращайтесь, у нас есть зерно фараона: оно сложено там, в Некрополе». 
Рабочие послушались, но вероятно были обмануты; под следующим днём написано: «Новый пролом. Достижение южной части храма Сети II».

На третий день явились к ним для переговоров прежние лица и военные власти, но рабочие не хотели с ними говорить. Призваны были жрецы; рабочие им сказали: 

«Мы ушли сюда от голода и жажды. У нас нет платья, нет масла, нет рыбы, пищи. Напишите об этом фараону, нашему милостивому господину, чтобы нам дали возможность существовать».

Чиновники испугались апелляции к фараону и выдали рабочим жалованье за предыдущий месяц; они, очевидно, собрались было его присвоить. Но беспорядки на этом не прекратились. Уже на следующий день начался бунт в крепости Некрополя.

"Сказал Пехор: «Уходите и захватите с собою инструменты, разбейте двери, заберите жён и детей; я пойду пред вами к храму Тутмоса III и посажу вас там».
Однако спустя месяц новые беспорядки повторилась по тем же причинам. Хроника отмечает:

Прохождение через стены, прекращение работ в Некрополе. Явились трое офицеров гарнизона за рабочими. Тогда сказал рабочий Месу: «Именем Амона, именем царя, меня сегодня не заставят работать». Чиновники на это ответили: «Его нельзя наказывать, — он поклялся именем фараона».

Власти ничего не могли поделать с рабочими: те упорствовали и издевались над чиновниками. Чати Та в то время был в отсутствии; он сопровождал фараона на юг, «к богам южной страны, чтобы привезли их к празднику юбилея» (дело происходило незадолго до тридцатилетнего юбилея царствования Рамсеса III); тем не менее он в 28 день четвёртого месяца сезона Перет прислал в Фивы и приказал прочесть странное послание: 
«Если я к вам не пришёл, то не потому ли это, что мне нечего вам принести? Что касается вашей речи: „не воруй наших припасов“ — то разве я для того поставлен визирем, чтобы воровать? Я в этом не виноват. Даже в закромах ничего нет, но вам всё-таки дам, что найдётся». 
Рабочим действительно выдали половинные порции; они успокоились, но потом опять стали бунтовать. Конец папируса не сохранился.

## Заговор в гареме
Сегодня уже сложно ответить на вопрос, была ли некая связь между общественным кризисом, концом карьеры визиря Та и заговором против Рамсеса III. Об этом заговоре, одном из самых известных во всей древнеегипетской истории, мы знаем, прежде всего, из текста Туринского судебного папируса, содержащего частичный отчёт о деле и приговор судей. Эти материалы дополняет информация из другого свитка, в настоящее время разделённого на два документа — папирус Ли и папирус Роллин, в которых рассказывается о магических действиях, совершённых заговорщиками. В тексте папируса Рифо также уточняется, что фараоном, против которого был составлен заговор, был Рамсес III.
Вступление Туринского судебного папируса представляет собой речь самого царя, наставляющего судей, которые будут разбирать дело; одновременно царь представлен так, как будто он уже находится в ином мире среди богов. Речь идёт о тексте, безусловно созданном, подобно папирусу Харриса, уже при Рамсесе IV, выступающем в роли исполнителя последней воли отца. Этот факт подтверждает гипотезу об успешно осуществлённых намерениях заговорщиков.

«Повелел я (то есть Рамсес III) начальнику сокровищницы Монтуэмтауи, начальнику сокровищницы Паиферту, штандартоносцу Кара, дворецкому Пабеса, дворецкому Кедендену, дворецкому Баалмахару, дворецкому Паирсуну, дворецкому Джхутирехнеферу, царскому докладчику Пенренут, писцу архива Маи, писцу архива Параэмхебу, штандартоносцу пехоты Хои: „что же касается речей, сказанных этими людьми — я не знаю их. Пойдите и допросите их“. Они пошли, и они допросили их и они предали смерти от собственных рук тех, кого они предали смерти — я (их) не знаю, (и они) наказали других — я (их) также не знаю. Повелел (я накрепко): „Берегитесь, остерегайтесь ошибочно подвергнуть наказанию чело(века) … который над ним“. Так я сказал им опять и опять. Что же касается всего сделанного, это они, которые сделали это, и пусть падёт все, что они сделали на их головы, ибо освобожден я и защищён я на протяжении вечности, ибо я среди праведных царей, которые перед Амоном-Ра, царём богов, и перед Осирисом, правителем вечности».
Из источников ясно, что заговор возглавила царица Тия, чтобы незаконно посадить на трон своего сына, именуемого в отчёте Пентауром («Которого звали другим именем») — его настоящее имя неизвестно. Заговор быстро распространился в женском доме (гареме) царя. Законный наследник престола, будущий Рамсес IV, упоминается в качестве единственного претендента на престол уже с 22-го года правления отца, предстающий в текстах вместе со своим братом, будущим Рамсесом VI. Вероятно, подобная определённость вызывала зависть и ревность со стороны второстепенных жён и их детей, которые и создали основу для заговора.
Дам царского дома поддержали многие высшие сановники — всего 22 человека. Одну из центральных ролей в произошедшем исполнял управитель дворца фараона Паибакикамен, ему помогали дворецкий Меседсура, начальники гарема Паининук и Патауэмдиамон, другие знатные люди. Вместе с царицей они рассылали другим дамам женского дома подстрекательные письма. Преступники также прибегали к колдовству, изготовляя «магические свитки для препятствования и устрашения» и делая «богов и людей из воска для ослабления людских тел».
Но после убийства Рамсеса заговорщиков схватили и предали суду.
Видимо, в процессе следствия подозреваемым меняли имена. Так, имя Паибакикамен означает «Вот, слепой слуга», имя Меседсура — «Ра его ненавидит», а имя Бинэмуас — «Мерзость в Фивах». Несомненно, имена этих людей до трагической развязки были «Добро в Фивах» и «Ра его любит» — но они потеряли право на них.
Через некоторое время несколько сбежавших виновных были найдены; им отрезали носы и уши. Ничего не известно о судьбе царицы Тии.
Описывая казнь главных злоумышленников, писец употребляет выражение: «они оставили его на месте; он умертвил себя сам». Это могло означать, что по приказу суда преступники покончили с жизнью самостоятельно. Однако, исследование мумии «Безымянного принца» из Дейр-эль-Бахри показало признаки насильственной смерти. За проступок его лишили надежды на достойную загробную жизнь: тело его не подверглось полноценной мумификации и обёрнуто в козью шкуру.
Современные исследования мумии фараона Рамсеса III учёными позволяют с большой долей вероятности утверждать, что ему перерезали горло кинжалом.
- Мумия Рамсеса III

## Гробница
Рамсес III скончался на 32 году своего правления (3 месяц шему, 15 день) в Фивах.

### Захоронение
Царя похоронили в просторной гробнице (KV11) в Долине царей. Первые три коридора строились в правление Сетнахта, находящиеся рядом боковые камеры выполнялись при Рамсесе. При строительстве третьего коридора была пробита крыша гробницы Аменмеса. Ось гробницы Рамсеса III в результате была перенесена немного вправо. Проход вёл через четвёртый коридор, помещение ложной шахты, первый колонный зал, два зала, предшествующие погребальной камере к самому погребальному покою, где находился саркофаг. Четыре боковые камеры и заключительный коридор завершали гробницу. Сохранились высокохудожественные рельефы гробницы.
Открыта усыпальница была ещё в древности, о чём свидетельствуют граффити на её стенах.
Известны пять ушебти царя, хранящиеся в Лондоне, Турине, Лувре и Дюрхеме. Рамсес III узурпировал каменный саркофаг Сети II. Царская мумия найдена в гробнице-тайнике Аменхотепа II (Дейр-эль-Бахри) внутри огромного саркофага царицы Яхмес-Нефертари. Судя по его мумии, Рамсес был человеком низкорослым (его рост 1,68 м), но коренастым. В антропоморфном деревянном саркофаге Рамсеса III, украшенном изображениями богинь и четырёх сыновей Хора, было обнаружено тело Аменхотепа III.

### Завещание потомкам
В память о своих деяниях Рамсес III оставил потомкам завещание. Заключительная часть папируса Харриса посвящена последней воле фараона, желавшего увидеть на своём престоле законного наследника, перечисляющего все свои благие дела, совершённые во славу предков и в наставление грядущим поколениям.

«…Покрыл я всю землю фруктовыми садами зеленеющими и позволил народу отдыхать в их тени. Дал я, чтобы шла женщина Египта без боязни в то место, куда она хочет, без того, чтобы посягали чужеземцы или кто-либо в пути. Дал я пребывать в праздности войску и колесничим в моё время, причём шердены и кехеки пребывали в своих городах покоящимися в праздности. Не испытывали они страха, ибо не было мятежей в Сирии и схваток в Куше. Их луки и их оружие мирно покоились на складах, тогда как они насыщались и пили с радостью. Их жёны были с ними, и дети их при них. Не оглядывались они назад (из беспокойства). Сердца их довольны, ибо был я с ними, защищая и охраняя их. Я кормил всю страну: будь то чужеземцы, будь то египетский народ, мужчины и женщины. Я вызволил человека из беды его, и я дал ему дыхание. Избавил я его от сильного, более влиятельного, чем он. Дал я всем людям жить в спокойствии в их городах… Удвоил я снабжение страны, тогда как прежде она была нищей. Страна была сытой в моё правление. Делал я благие дела, как богам, так и людям… Провёл я царствование (своё) на земле в качестве правителя Обеих Земель, причём (были) вы рабами у ног моих и не попирал я вас. 
 Были вы угодными сердцу моему, сообразно с полезными делами вашими и выполняли вы рьяно мои повеления и поручения. 
 И вот, упокоился я в некрополе, подобно отцу моему Ра. Я соединился с Эннеадой богов на небесах, на земле и в мире загробном. Утвердил Амон-Ра моего сына на троне моём. Принял он мой сан правителя Обеих земель благополучно, воссев на престоле Хора… Усермаатра Сетепенамон, да будет он жив, невредим и здрав, наследник Ра от плоти его, Рамсес Хекамаат Мериамон…»

## Палеогенетика
Генетическая экспертиза была проведена в рамках междисциплинарного исследования мумий Рамсеса III и Неизвестного Человека Е (20-я династия, около 1190—1070 гг. до н. э.) и показала с высокой долей недостоверности, что обе мумии имели Y-хромосомную гаплогруппу E1b1a. Y-хромосомную гаплогруппу E1b1a (M2) оценили по программе-предиктору, хотя значение DYS392=17 характерно для гаплогруппы Q. Также обе мумии имели набор идентичных аутосомных аллелей, предполагая, что это отец (Рамсес III) и сын (Пентаур).